# Jack Hirsh
Jack Hirsh (* 7. Januar 1935 in Łódź, Polen oder 5. Januar 1935 in Melbourne, Australien) ist ein kanadischer Mediziner und Hämostaseologe (Blutgerinnungsforscher) und emeritierter Professor der McMaster University in Hamilton, Ontario.

## Leben
Hirsh kam 1936 nach Melbourne, Australien. (Nach anderen Quellen wurde er dort geboren.) Er erwarb an der University of Melbourne einen MBBS (Bachelor of Medicine, Bachelor of Surgery) und einen M.D. (Berufsdoktorat) in Medizin. Anschließend erhielt er weitere Ausbildung an der Washington University in St. Louis, Missouri, der London Postgraduate Medical School (Universität London, Vereinigtes Königreich) und der University of Toronto in Kanada.
Hirsh ging 1973 an die McMaster University in Hamilton, wo er 1988 Gründungsdirektor des Hamilton Civic Hospital Research Centre wurde. Neben seiner Professur war er zeitweise Leiter der gesamten inneren Medizin der McMaster University. Hirsh war außerdem Teilhaber und Forschungsleiter der Vascular Therapeutics Inc. und weiterer pharmazeutischer Unternehmen. Er war zuletzt Leiter des Henderson Research Centre der McMaster University, das 2010 in Thrombosis and Atherosclerosis Research Institute (TaARI) umbenannt wurde.

## Wirken
Hirsch betrieb translationale Forschung und gehörte zu den führenden Figuren der Thrombose-Forschung. Zum einen trug er zur Entwicklung der niedermolekulare Heparine bei, zum anderen führte er die klinischen Studien zum Nachweis ihrer Wirksamkeit bei tiefer Venenthrombose durch. Weitere Verdienste liegen in der Verbesserung der Gerinnungstests zur Steuerung der oralen Antikoagulation – seine Arbeiten trugen zur Einführung der International Normalized Ratio (INR) bei – und der Beteiligung am Nachweis der vorbeugenden Wirkung von Acetylsalicylsäure (ASS) gegen Schlaganfall und Herzinfarkt.

## Auszeichnungen
- 1999 Mitglied (Fellow) der Royal Society of Canada[5]
- 1999 Member des Order of Canada[6]
- 2000 Aufnahme in die Canadian Medical Hall of Fame[1]
- 2001 Gairdner Foundation International Award[7]

Die McMaster University vergibt einen Jack Hirsh Award für medizinisch-akademische Erfolge.